# Philippe Budelot
Philippe Budelot, né à Dijon en 1770 et mort à Paris le 9 mai 1841, est un peintre français.

## Biographie
Élève de Lazare Bruandet, il expose au Salon de 1793 à 1841. Son oncle Jean-Baptiste a exposé ses sculptures au Salon.
Il épouse Louise Ernot. Le couple donne naissance en 1793 à Jean Baptiste Philippe Budelot, futur ciseleur.
Peintre de paysage, il propose au Salon de 1810 Le Jardin Élysée du Musée des Monuments français.
Il meurt à Paris à l'âge de 70 ans. Il est inhumé le 11 mai 1841 au cimetière de Montmartre.